# 度規函數
度規函數是數學凸分析的一個重要函數。設{\displaystyle E}為{\displaystyle \mathbb {R} }或{\displaystyle \mathbb {C} }上的向量空間，有需要時可以假設為拓撲向量空間。設{\displaystyle C}為在{\displaystyle E}內的凸集，且包含原點。那麼{\displaystyle C}的度規函數{\displaystyle p}是從{\displaystyle E}到{\displaystyle \mathbb {R} \cup \{+\infty \}}的函數，定義為
{\displaystyle p(x)=\inf \,\{\lambda >0\,\mid \,x\in \lambda C\}},
如果{\displaystyle C}為空集，定義{\displaystyle p(x)=+\infty }。
從定義立刻得到以下結果，可以進一步說明度規函數：
{\displaystyle \{x\,\mid \,p(x)<1\}\subset C\subset \{x\,\mid \,p(x)\leq 1\}}
- 若{\displaystyle C}是在{\displaystyle E}中的開集，那麼{\displaystyle C=\{x\,\mid \,p(x)<1\}}；
- 若{\displaystyle C}是在{\displaystyle E}中的閉集，那麼{\displaystyle C=\{x\,\mid \,p(x)\leq 1\}}。

## 性質

### 凸性
度規函數符合次加性，因此是凸函數。

### 只取有限值的條件
包含{\displaystyle 0}的凸集{\displaystyle C}的度規函數不取{\displaystyle +\infty }，當且僅當{\displaystyle C}是吸收的。
同樣地可立刻看出這條件當{\displaystyle 0}是{\displaystyle C}的內點時成立。易證逆命題在有限維時成立：簡潔做法是看到{\displaystyle p}既是有限值和處處定義的凸函數，因而{\displaystyle p}連續，故此{\displaystyle \{x\,\mid \,p(x)<1\}}包含在{\displaystyle C}內且是{\displaystyle 0}的鄰域。
當{\displaystyle 0}是在{\displaystyle C}的內部時，可以想像這樣一幅圖畫：函數取值1的點正好是凸集{\displaystyle C}的邊界，其他正數值的水平面是其位似形。如果有不在任一個水平面上的點，函數在該點取值為{\displaystyle 0}。
最後再補充一點。在實向量空間時，{\displaystyle C}相對{\displaystyle 0}點對稱，其度規函數避開{\displaystyle +\infty }值，這度規函數便是半範數；在複向量空間也有同樣結論，只需把對稱的定義，修改為與任何模為1的複數相乘都不變。

### 原點外不取0值的條件
從定義看出度規函數在原點外一點{\displaystyle x_{0}}取 {\displaystyle 0}值，當且僅當從原點過{\displaystyle x_{0}}的射線包含在凸集內。
因此立刻可知在賦範向量空間內，有界凸集的度規函數不在原點外取 {\displaystyle 0}值。
逆命題對有限維空間內的閉凸集成立，用半徑為1的球面的緊緻性證明。
設{\displaystyle C}為在有限維空間內包含{\displaystyle 0}的閉凸集。{\displaystyle C}有界當且僅當其度規函數除原點外不取{\displaystyle 0}值。

## 用途
- 在拓撲向量空間理論，引入一族適合的度規函數，便能夠以半範數描繪局部凸空間的特性。

- 在凸集的幾何中，度規函數是有用的工具，能把純幾何問題（研究超平面），轉變成純分析問題（研究超平面的方程）。在凸集分離和支撐超平面理論的一個基礎結果，就是哈恩-巴拿赫定理的幾何形式，其中的證明關鍵，在觀察到對適合方程{\displaystyle f(x)=1}的超平面，要求超平面避開給定包含原點的開凸集，與要求函數{\displaystyle f}和凸集的度規函數{\displaystyle p}適合不定方程{\displaystyle p\leq f}是相同的。